# Astroloba rubriflora

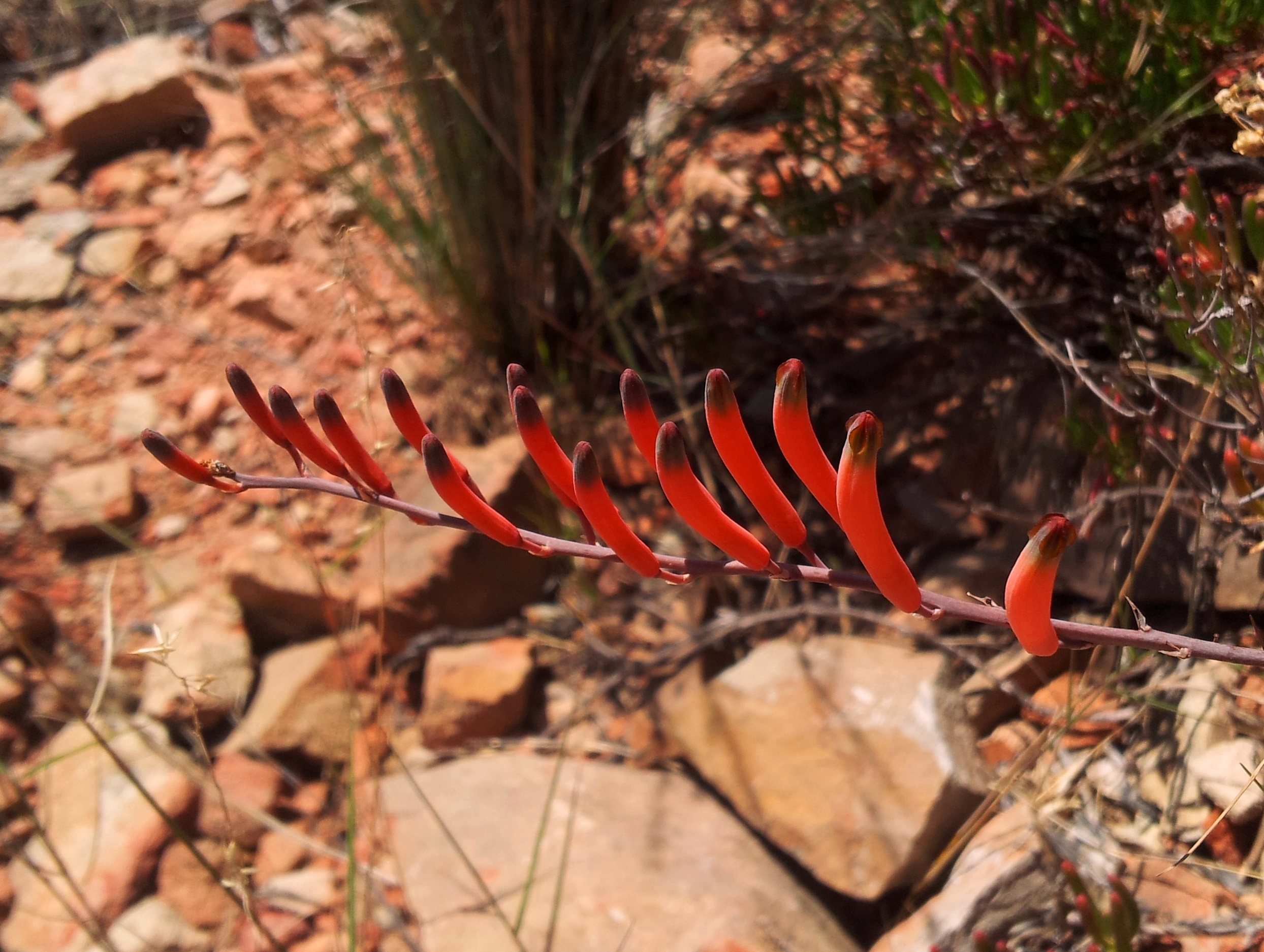
Flors

Astroloba rubriflora és una espècie de planta suculenta del gènere Astroloba, que pertany a la subfamília de les asfodelòidies (Asphodeloideae), dins la família de les asfodelàcies (Asphodelaceae).

## Descripció

### Característiques vegetatives
Astroloba rubriflora és una planta herbàcia perennifòlia, que brota i forma tiges. Els seus brots fan fins a 25 cm de llarg i tenen un diàmetre d'aproximadament d'1 cm. Les fulles són de color verd fosc, gruixudes i dures que formen rosetes de quatre fileres. Són de maó vist i disposades en fileres en espiral. La fulla fa entre 2 i 4 centímetres de llarg, uns 2 cm d'amplada a la base i fins a 0,5 cm de gruix. La vora de la fulla és petita i rugosa; i la punta de la fulla espinosa i punxeguda.

### Inflorescències i flors
La inflorescència és una panícula simple, inicialment horitzontal, de fins a 50 cm de llarg. Les parts inferiors estèrils estan cobertes de bràctees. Les flors verticals són unilaterals. Els peduncles són curts, erectes i persistents. Els tèpals són de color taronja a vermell i tenen puntes de color verd fosc. Els tèpals es fusionen a la seva base per formar un tub de flors estret i allargat. El tub fa uns 2 cm de llarg i 3 mm de diàmetre. Està lleugerament doblegada al terç superior. Les parts lliures dels tèpals s'uneixen fortament. Al seu vèrtex tenen forma de cullera i estan inclinats junts. Els sis androceus estan units al periant i fan uns 18 mm de llarg. Els seus estams són de color verd clar. Les anteres grogues i dorsifixades s'obren longitudinalment i són intrors. L'ovari és verd i sèssil i fa de 6 a 7 mm de llarg i 3 mm de diàmetre. L'estil fa 12 mm de llarg, blanc, recte i capitat.

### Fruits i llavors
Els fruits són càpsules cilíndriques, tripartides, loculícides amb una punta arrodonida. Fan uns 16 mm de llarg i poden arribar a fer un diàmetre de 3 a 4 mm. Les càpsules del fruit contenen llavors angulars, de color marró fosc a negre, d'ales curtes d'uns 4 mm de llarg.

### Genètica
El nombre de cromosomes és de {\displaystyle 2n=14}.

## Distribució i hàbitat
Astroloba rubriflora és nativa de la província sud-africana del Cap Occidental. En el seu hàbitat creix en un tipus de vegetació Robertson Karoo, un tipus de vegetació de suculentes riques, semiàrida de pluja hivernal del Karoo a una altitud d'uns 150 a 200 metres; i porta el nom de la ciutat de Robertson.
Concretament es creix aproximadament entre les ciutats de Robertson, McGregor i Bonnievale.
En el seu hàbitat natural tendeix a créixer arrecerat sota arbustos i matolls, sovint en turons i vessants baixos. Creix en ombra clara o ombra completa i té rosetes caulescents agrupades, de fins a 76 mm d'ample, fulles de 20-41 mm de llarg, 20 mm d'ample i 5,1 mm de gruix. Creix durant l'hivern i es propaga mitjançant llavors o esqueixos.

## Taxonomia
Astroloba rubriflora va ser descrita per (L.Bolus) Gideon F.Sm. & J.C.Manning i va ser publicat a Bothalia 30: 53, a l'any 2000.
Etimologia
Astroloba: nom genèric que deriva de les paraules gregues astros, "estrella" i lobos, "lòbul".
rubriflora: epítet llatí que significa 'flor vermella'.
Sinonímia
- Apicra rubriflora L.Bolus, Ann. Bolus Herb. 3: 13 (1920).
- Poellnitzia rubriflora (L.Bolus) Uitewaal, Succulenta (Netherlands) 22: 61 (1940).
- Haworthia rubriflora (L.Bolus) Parr, Bull. African Succ. Pl. Soc. 6: 196 (1971).
- Aloe rubriflora (L.Bolus) G.D.Rowley, Cact. Succ. J. Gr. Brit. 43: 2 (1981).
- Tulista rubriflora (L.Bolus) G.D.Rowley, Alsterworthia Int., Special Issue 10: 6 (2013).[5]